# Chhutmalpur
Chhutmalpur är en ort i Indien.   Den ligger i distriktet Sahāranpur och delstaten Uttar Pradesh, i den norra delen av landet, 160 km norr om huvudstaden New Delhi. Chhutmalpur ligger 298 meter över havet och antalet invånare är 11 127.
Terrängen runt Chhutmalpur är platt, och sluttar söderut. Runt Chhutmalpur är det tätbefolkat, med 849 invånare per kvadratkilometer. Det finns inga andra samhällen i närheten. Trakten runt Chhutmalpur består till största delen av jordbruksmark.